# Irving Joseph
Irving Joseph (ur. 3 marca 1925 w Bronx (Nowy Jork), USA, zm. 28 marca 2000 w Long Island, (Nowy Jork), USA) – amerykański muzyk jazzowy, aranżer i dyrygent.
Przez lata akompaniował w orkiestrze gwiazdom takim jak Frank Sinatra. Dyrygował muzykami podczas broadwayowskich musicali, takich jak Chicago czy Jesus Christ Superstar. W czasie II wojny światowej został wcielony do Marynarki Wojennej Stanów Zjednoczonych i grał we flotowej orkiestrze.
W roku 1960 wydał debiutancką i jedyną płytę Murder Inc., której nazwa nawiązywała do Murder, Inc. – zbrojnego ramienia Syndykatu nowej mafii amerykańskiej, które działało na początku lat 30. XX wieku.
Utwór „State’s Evidence” przez wiele lat pełnił rolę czołówki programu Sensacje XX wieku emitowanego na antenie TVP1.